# Fikcja literacka

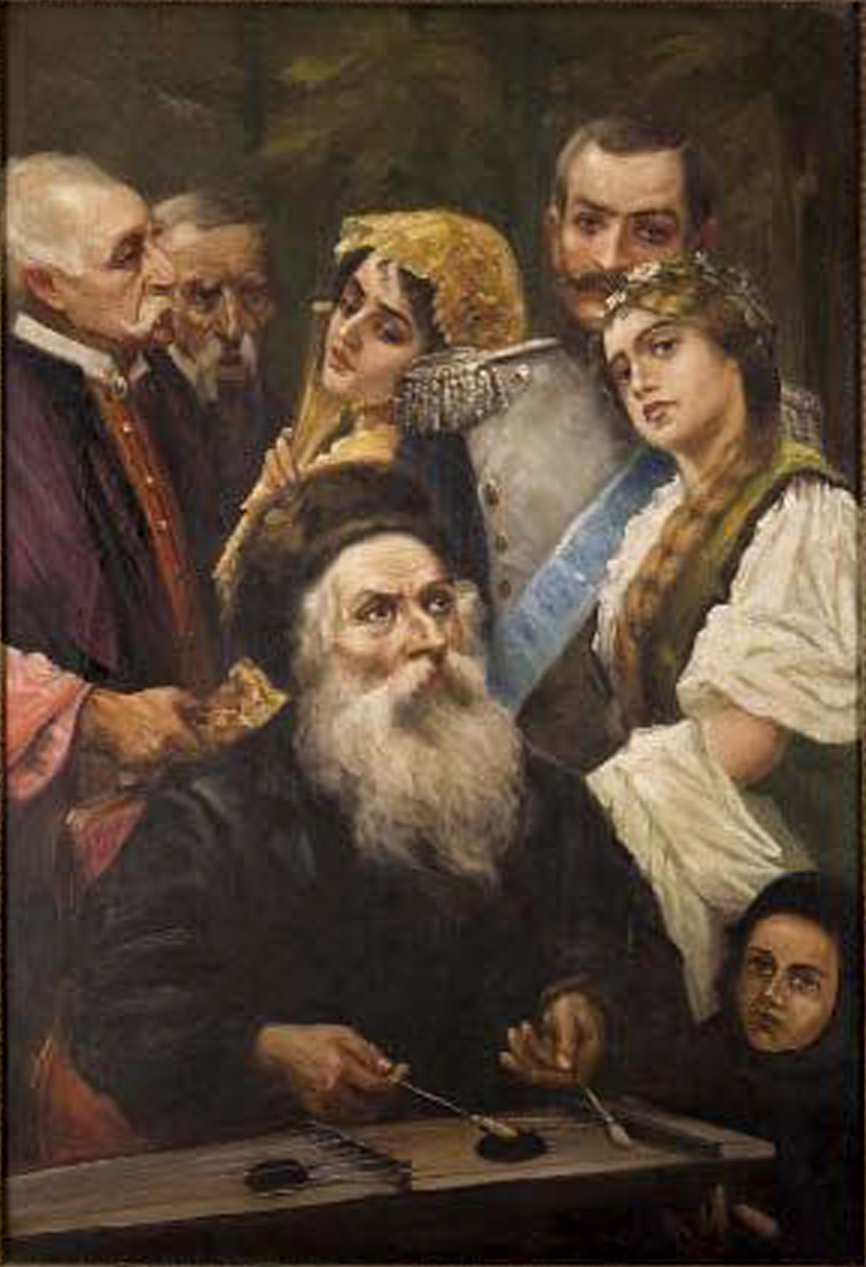
Zilustrowana fikcja literacka (Pan Tadeusz)

Fikcja literacka (łac. fictio – tworzenie, kształtowanie, również zmyślenie) – właściwość świata przedstawionego polegająca na tym, że jest on tworem niedającym się zweryfikować przez porównanie z rzeczywistością zewnętrzną wobec dzieła. Konstrukcja utworu i jego poszczególne elementy mogą odnosić się do doświadczeń pozaliterackich (przeżyć jednostki, grupy społecznej, historii). Fikcyjność dotyczy zarówno utworów realistycznych, jak i fantastycznych. 
Najczęściej wyróżnianymi odmianami fikcji literackiej są:
- fikcja mimetyczna
- fikcja groteskowa
- fikcja paraboliczna